# No Country for Old Men
No Country for Old Men (lançado como Este País não é para Velhos, em Portugal[carece de fontes?]), e Onde os fracos não Têm Vez, no Brasil) é um romance escrito por Cormac McCarthy, publicado, na versão original, em 2005.
Em 2007 foi feita a adaptação cinematográfica homónima, dos realizadores Joel e Ethan Coen.